# Physical Graffiti
Albums de Led Zeppelin
Houses of the Holy
(1973) Presence
(1976)
Singles
1. Trampled Under Foot
Sortie : 2 avril 1975

Physical Graffiti est un double album du groupe de rock britannique Led Zeppelin. Il est sorti le 24 février 1975 et a été produit par Jimmy Page. C'est leur sixième disque studio et le premier album produit sur le label Swan Song Records créé par Led Zeppelin.

## Historique de l'enregistrement
Les sessions d'enregistrement pour Physical Graffiti ont d'abord lieu à Headley Grange situé à l'est du comté d'Hampshire en Angleterre au cours des mois de janvier et février 1974. Plusieurs des chansons de cet album sont en fait des outtakes des sessions des précédents albums de Led Zeppelin.
Le titre instrumental Bron-Yr-Aur est enregistré en juillet 1970 aux studios Island de Londres pour Led Zeppelin III. Night Flight et Boogie with Stu, enregistrées à Headley Grange et Down by the Seaside enregistrée aux studios Island. The Rover et Black Country Woman sont enregistrées durant la même session que D'yer Mak'er à Stargroves à l'aide du Studio mobile des Rolling Stones en mai 1972. Houses of the Holy est enregistrée en mai 1972, aux studios Olympic. L'album Houses of the Holy tient son nom de cette chanson malgré la décision de ne pas l'inclure dans cet album. À noter la présence du pianiste Ian Stewart, reconnu pour son travail avec les Rolling Stones, sur la pièce Boogie With Stu.
Les huit autres chansons Sont toutes enregistrées au cours des sessions pour Physical Graffiti au début de l'année 1974. Des arrangements supplémentaires sont ajoutés et le mixage final est fait en octobre 1974 par Keith Harwood.

## Pochette
La jaquette originale du vinyle possède des fenêtres découpées dans l'immeuble représenté sur la couverture. Dès que les protections intérieures des disques changent d'orientation, des objets ou personnages apparaissent dans ces fenêtres, incluant entre autres les photos des membres du groupe. Les deux immeubles photographiés sur la couverture sont les 96 et 98 de la rue St. Mark's Place à New York,. Il s'agit du même immeuble que celui utilisé pour le clip vidéo de la chanson Waiting on a Friend des Rolling Stones.
Le logo du nouveau label Swan Song figure sur la face imprimée de chaque CD. C'est une version agrandie du logo officiel. Le dessin du texte reste monochrome, mais le personnage ailé est cette fois en couleurs. L'homme a des couleurs naturelles, a les cheveux longs et bruns et est entièrement nu. Il a les bras en l'air et la tête renversée vers l'arrière. Ses ailes sont recouvertes de plumes blanches sales, et chacune des ailes a l'envergure d'environ une fois et demie le personnage. Le corps et une partie de son aile droite est coupé sur une partie du corps, au niveau du perçage du CD.

## Ventes et influence
Véritablement encensé par les critiques à sa sortie et connaissant un très grand succès commercial, l'album est numéro 1 dans le classement du Billboard 200 américain. Physical Graffiti se vend à plus de 16 millions d'exemplaires rien qu'aux États-Unis,c’est la deuxième plus grosse vente du groupe (derrière leur 4ème album).
Peu après la sortie de Physical Graffiti, tous les albums de Led Zeppelin entrent dans les charts des 200 meilleurs albums.
En 1998, les lecteurs du magazine Q désignent Physical Graffiti comme le 28e plus grand album de tous les temps. En 2000, Q le place à la 32e place des 100 meilleurs albums britanniques jamais sortis et en 2001 le nomme comme l'un des cinquante plus grands albums de tous les temps. En 2003, la chaîne de télévision américaine VH1 le cite comme le 71e meilleur album. Le magazine Rolling Stone le place au 70e rang parmi les 500 meilleurs albums de tous les temps.

## Titres

### Disque 1

#### Face 1
| No | Titre                                     | Auteur                                    | date et lieu d'enregistrement          | Durée |
| -- | ----------------------------------------- | ----------------------------------------- | -------------------------------------- | ----- |
| 1. | Custard Pie                               | Jimmy Page, Robert Plant                  | janvier - février 1974, Headley Grange | 4:20  |
| 2. | The Rover (Outtake de Houses of the Holy) | Page, Plant                               | mai 1972, Stargroves                   | 5:44  |
| 3. | In My Time of Dying                       | John Bonham, John Paul Jones, Page, Plant | janvier - février 1974, Headley Grange | 11:06 |

#### Face 2
| No | Titre                                              | Auteur              | date et lieu d'enregistrement          | Durée |
| -- | -------------------------------------------------- | ------------------- | -------------------------------------- | ----- |
| 4. | Houses of the Holy (Outtake de Houses of the Holy) | Page, Plant         | mai 1972, Studios Olympic, Londres     | 4:01  |
| 5. | Trampled Under Foot                                | Jones, Page, Plant  | janvier - février 1974, Headley Grange | 5:38  |
| 6. | Kashmir                                            | Bonham, Page, Plant | janvier - février 1974, Headley Grange | 8:37  |

### Disque 2

#### Face 3
| No  | Titre                                            | Auteur             | date et lieu d'enregistrement          | Durée |
| --- | ------------------------------------------------ | ------------------ | -------------------------------------- | ----- |
| 7.  | In the Light                                     | Jones, Page, Plant | janvier - février 1974, Headley Grange | 8:46  |
| 8.  | Bron-Yr-Aur (Outtake de Led Zeppelin III)        | Page               | juillet 1970 Studios Island, Londres   | 2:07  |
| 9.  | Down By the Seaside (Outtake de Led Zeppelin IV) | Page, Plant        | février 1971, Studios Island, Londres  | 5:15  |
| 10. | Ten Years Gone                                   | Page, Plant        | janvier - février 1974, Headley Grange | 6:34  |

#### Face 4
| No  | Titre                                               | Auteur                                           | date et lieu d'enregistrement                | Durée |
| --- | --------------------------------------------------- | ------------------------------------------------ | -------------------------------------------- | ----- |
| 11. | Night Flight (Outtake de Led Zeppelin IV)           | Jones, Page, Plant                               | décembre 1970 - janvier 1971, Headley Grange | 3:37  |
| 12. | The Wanton Song                                     | Page, Plant                                      | janvier - février 1974, Headley Grange       | 4:10  |
| 13. | Boogie with Stu (Outtake de Led Zeppelin IV)        | Bonham, Jones, Page, Plant, Stewart, Mrs. Valens | décembre 1970 - janvier 1971, Headley Grange | 3:45  |
| 14. | Black Country Woman (Outtake de Houses of the Holy) | Page, Plant                                      | mai 1972, Stargroves                         | 4:30  |
| 15. | Sick Again                                          | Page, Plant                                      | janvier - février 1974, Headley Grange       | 4:40  |

### Edition Deluxe 2015

#### Disc bonus
| No | Titre                                                          | Auteur                                           | Durée |
| -- | -------------------------------------------------------------- | ------------------------------------------------ | ----- |
| 1. | Brandy & Coke (Trampled Under Foot version initiale/rough mix) | Jones, Page, Plant                               | 5:38  |
| 2. | Sick Again (première version)                                  | Page, Plant                                      | 2:20  |
| 3. | In My Time of Dying (version initiale/rough mix)               | Bonham, Jones, Page, Plant                       | 10:45 |
| 4. | Houses of the Holy (rough mix avec overdubs)                   | Page, Plant                                      | 3:51  |
| 5. | Everybody Makes it Through (In the Light première version)     | Jones, Page, Plant                               | 6:29  |
| 6. | Boogie with Stu (Sunset sound mix)                             | Bonham, Jones, Page, Plant, Stewart, Mrs. Valens | 3:36  |
| 7. | Driving Through Kashmir (Kashmir rough orchestra mix)          | Bonham, Page, Plant                              | 8:33  |

## Anecdotes
- Physical Graffiti contient les chansons les plus courte et plus longue de Led Zeppelin ; respectivement Bron-Yr-Aur (2:06) et In My Time of Dying (11:05).

## Musiciens
- Robert Plant : chant, harmonica
- Jimmy Page : guitares acoustique et électrique, lap steel guitare, guitare slide, production
- John Paul Jones : basse, guitare acoustique, mandoline, claviers
- John Bonham : batterie, percussions

### Musiciens additionnels
- Ian Stewart : piano sur Boogie With Stu
- Musiciens non crédités : cordes sur Kashmir

## Production
- George Chkiantz : ingénieur du son
- Peter Grant : producteur, producteur exécutif
- Keith Harwood : ingénieur du son, Mixage
- Andy Johns : ingénieur du son
- Eddie Kramer : ingénieur du son, mixage
- George Marino : remasterisation
- Ron Nevison : ingénieur du son
- Mike Doud : design de la couverture
- Peter Corriston : design de la couverture
- Elliot Erwitt : photographe
- Dave Heffernan : illustrations
- B.P. Fallon : photographe
- Roy Harper : photographe

## Classements et certifications

### Albums
Classements
| Pays                             | Durée du classement | Classements 1975 | Classements 2015 |
| -------------------------------- | ------------------- | ---------------- | ---------------- |
| Allemagne                        | 13 semaines         | —                | 4e               |
| Australie                        | 2 semaines          | —                | 13e              |
| Autriche                         | 13 semaines         | 2e               | 7e               |
| Belgique (W)                     | 35 semaines         | —                | 9e               |
| Belgique (V)                     | 20 semaines         | —                | 13e              |
| Canada                           | 21 semaines         | 1er              | —                |
| Danemark                         | 1 semaines          | —                | 31e              |
| États-Unis                       | 48 semaines         | 1er              | —                |
| Finlande                         | 2 semaines          | —                | 6e               |
| France                           | 90 semaines         | 2e               | 23e              |
| Italie                           | 18 semaines         | 17e              | 20e              |
| Norvège                          | 10 semaines         | 4e               | 12e              |
| Nouvelle-Zélande                 | 24 semaines         | 3e               | 6e               |
| Pays-Bas                         | 6 semaines          | 7e               | —                |
| Portugal                         | 4 semaines          | —                | 5e               |
| Suède                            | 2 semaine           | —                | 7e               |
| Royaume-Uni                      | 36 semaines         | 1er              | 6e               |
| Royaume-Uni (Rock & Metal Top40) | 37 semaines         | —                | 1er              |
| Suisse                           | 5 semaines          | —                | 8e               |

Certifications
| Pays        | Certification | Ventes       | Date       |
| ----------- | ------------- | ------------ | ---------- |
| Allemagne   | Or            | 250 000 +    | 1989       |
| Australie   | 3 × Platine   | 210 000 +    | 2009       |
| États-Unis  | 16 × Platine  | 16 000 000 + | 30/01/2006 |
| France      | Or            | 100 000 +    | 1977       |
| Italie      | Or            | 25 000 +     | 2020       |
| Royaume-Uni | 2 × Platine   | 600 000 +    | 07/10/2005 |

Charts singles
| Année | Single              | Chart               | Durée du classement | Position |
| ----- | ------------------- | ------------------- | ------------------- | -------- |
| 1975  | Trampled Under Foot | Hot 100             | 7 semaines          | 38e      |
| 1975  | Trampled Under Foot | RPM Top Singles     | 9 semaines          | 41e      |
| 2007  | Kashmir             | UK Singles Chart    | 3 semaines          | 80e      |
| 2007  | Kashmir             | Schweizer Hitparade | 3 semaines          | 64e      |